# Port (Berna)
Port é uma comuna da Suíça, situada no distrito administrativo de Bienna, no cantão de Berna. Tem 2,5 km² de área e sua população em 2018 foi estimada em 3.695 habitantes.